# 小行星7592
小行星7592（英語：7592 Takinemachi）是一颗围绕太阳公转的小行星。1992年11月23日，大友哲在藤枝市发现了此天体。
这颗小行星的绝对星等为29.13813536298141等。